# Antonio Castelo
Antonio Castelo Vázquez (Alicante, 20 de junio de 1982) es un humorista, locutor, presentador, actor, guionista, productor de comedia y monologuista español. Hasta mediados de 2024 trabajaba copresentando el programa de Cuatro Todo es mentira.

## Biografía
Nació en Alicante, y pasó su adolescencia en el Hospital Militar de Mislata (Valencia) donde trabajaba su padre como médico. Cursó ingeniería informática en la Universidad Politécnica de Valencia y Ciencias Físicas por la UNED mientras daba sus primeros pasos en la radio y televisión local valencianas.

## Carrera profesional

### Inicios en la televisión autonómica
En el año 2002, estando en la Universidad Politécnica de Valencia empezó en el mundo radiofónico con el programa FreakLand' (Radio Phi), en el 2004 la universidad hizo un canal de TV para los estudiantes, ahí Castelo presentó un late night llamado Ciudadano Freak. Esos programas le dieron visibilidad en el panorama radiofónico de la comunidad valenciana, por lo que ese mismo año empezó a colaborar en Si Radio, en la radio pública valenciana.
Una vez hubo acabado su carrera en la universidad, en el año 2006, la radio pública balear IB3 lo fichó como colaborador y guionista para su programa humorístico Schwartz&Co, ese mismo año paso a la televisión nacional, El Terrat lo contrató como colaborador para el programa Buenafuente de Antena 3, hacía el personaje de “el becario” de Andreu Buenafuente  en una sección de actualidad con titulares.

### Ascenso en la radio y televisión privada
En 2007 pasó a formar parte del equipo de reporteros de CQC (Telecinco), sustituyendo a Christian Gálvez, trabajó junto a otros presentadores como Juanra Bonet, Gonzo o Arturo Valls. Cuando expiró su contrato en CQC en 2008, produjo y escribío junto a Adolfo Valor la webserie Tu antes molabas, en la que Castelo se parodia a sí mismo, desempleado tras no ser renovado. Tras el éxito de la webserie en internet, el humorista Ricardo Castella lo selecciona como segundo en mesa en el late night El Sacapuntas de Antena 3.
En el 2010 fue guionista en el late show UAU! (Cuatro) y junto a David Broncano presentaban una sección de noticias en el mismo programa. En el año 2014 se estrenó en Paramount Comedy como monologuista.
Durante los años 2015 y 2016 condujo un late night de comedia en la madrugada de la Cadena SER llamado Antonio Castelo domina el mundo. Ha colaborado en el programa de radio Yu: No te pierdas nada cuando lo presentaba Dani Mateo en Los 40  durante 3 años y en la tertulia de humoristas de A Vivir que son dos días de la Cadena SER desde 2012 hasta la actualidad. En el año 2015 participó en el programa televisivo de YuTubers de Comedy Central y en el programa de noticias CCN del mismo canal, el cual presentó desde 2016 a 2019.
En el 2018 Cadena SER le contrato como presentador del programa Comedia Perpetua, que previamente se hacía llamar Phi beta Lambda como su portal de comedia. En el año 2019 volvió a la televisión generalista Cuatro copresentando el programa Todo es mentira, donde permaneció hasta mayo de 2024, cuando se retiró para tomarse un tiempo de descanso "voluntario y temporal" según los medios que dieron la noticia.

### Portales de comedia
En el 2014 fundó el primer portal de comedia de España, Papanatos, al estilo del portal de comedia estadounidense Funny or Die cofundado por Will Ferrell, el cual comparte un sketch con Castelo, por donde pasaron diferentes celebridades como Cristina Pedroche o Nacho Vidal. En ese mismo portal se empezaron a grabar monólogos en la sección de cum laude, que se grabaron en el bar Pícnic de la capital española. Papanatos se cerró en el año 2014.
En 2018 cofundo junto a Miguel Campos Galán un canal de comedia llamado Phi Beta Lambda en el que actúan monologuistas, los graban y lo suben a Youtube, la idea de volver a crear un canal de comedia, esta vez en Youtube, se le ocurrió cenando con la cantante Rosalía. Además tiene un estudio de grabación de podcasts llamado Phi Beta Lambda Podcast, en el cual se grabán numerosos podcast y se suben en el propio canal.

## Trayectoria
| Año         | Programa                 | Canal                                             | Notas                           | Ref.   |
| ----------- | ------------------------ | ------------------------------------------------- | ------------------------------- | ------ |
| 2004        | Ciudadano Freak          | UPV                                               | Presentador                     | [ 3 ]  |
| 2007        | Buenafuente              | Antena 3                                          | Colaborador                     | [ 6 ]  |
| 2007 – 2008 | Caiga quien caiga        | Telecinco                                         | Reportero                       | [ 7 ]  |
| 2008        | El sacapuntas            | Antena 3                                          | Colaborador                     | [ 10 ] |
| 2008 – 2009 | Tú antes molabas         | YouTube                                           | Protagonista                    | [ 30 ] |
| 2010        | UAU!                     | Cuatro                                            | Colaborador y guionista         | [ 31 ] |
| 2013 – 2015 | El intermedio            | La Sexta                                          | Reportero                       | [ 32 ] |
| 2014        | Central de humoristas    | Comedy Central                                    | Monologuista                    | [ 33 ] |
| 2015        | Guasabi                  | Cuatro                                            | Reportero                       | [ 34 ] |
| 2015        | YuTubers                 | Comedy Central                                    | Colaborador y director          | [ 35 ] |
| 2016 – 2019 | CCN                      | Comedy Central                                    | Colaborador                     | [ 36 ] |
| 2019 – 2024 | Todo es mentira          | Cuatro                                            | Colaborador                     | [ 37 ] |
| 2021        | Los teloneros            | Cuatro                                            | Presentador junto a Miguel Lago |        |
| 2022        | Sálvame Mediafest        | Telecinco                                         | Jurado                          |        |
| 2022 – 2023 | Mediafest Night Fever    | Telecinco                                         | Jurado                          |        |
| 2022 – 2023 | Campanadas de fin de año | Telecinco, Cuatro, FDF, Divinity, Energy y Be Mad | Colaborador                     |        |
| 2023        | Cuentos chinos           | Telecinco                                         | Colaborador                     |        |

### Programas de radio
| Año             | Programa                        | Canal      | Notas                   | Ref.   |
| --------------- | ------------------------------- | ---------- | ----------------------- | ------ |
| 2006            | Schwartz&Co                     | IB3        | Colaborador             | [ 4 ]  |
| 2012 – presente | A vivir que son dos días        | Cadena SER | Colaborador y guionista | [ 38 ] |
| 2015 – 2016     | Antonio Castelo domina el mundo | Cadena SER | Presentador y director  | [ 13 ] |
| 2016 – 2018     | Yu: no te pierdas nada          | Los 40     | Copresentador           | [ 15 ] |
| 2018 – 2020     | Comedia Perpetua                | Cadena SER | Presentador             | [ 18 ] |

### Podcasts
| Año           | Programa           | Notas                                     | Ref.   |
| ------------- | ------------------ | ----------------------------------------- | ------ |
| 2020          | Apocalyptico       | Presentador (con Miguel Campos)           |        |
| 2021          | Omar se muere      | Presentador (con Omar Álvarez)            |        |
| 2025-presente | Todo lo que pasará | Presentador (con Eva Baroja), y productor | [ 39 ] |

### Teatro
| Año         | Show         | Notas        | Ref.   |
| ----------- | ------------ | ------------ | ------ |
| 2017 – 2018 | Hard Party   | Monologuista | [ 40 ] |
| 2019 – 2020 | Hard Party 2 | Monologuista | [ 41 ] |
| 2020        | Hard Party 3 | Monologuista | [ 42 ] |

## Polémica
En 2018 fue acusado en redes sociales de acoso sexual, Castelo publicó un comunicado defendiendo su inocencia y emprendió acciones legales contra los acusadores. La polémica llegó a tal punto que se llegó a cuestionar su permanencia en Los 40 y fue criticado en redes sociales su fichaje por el programa de Cuatro, Todo es mentira.